# Biovar

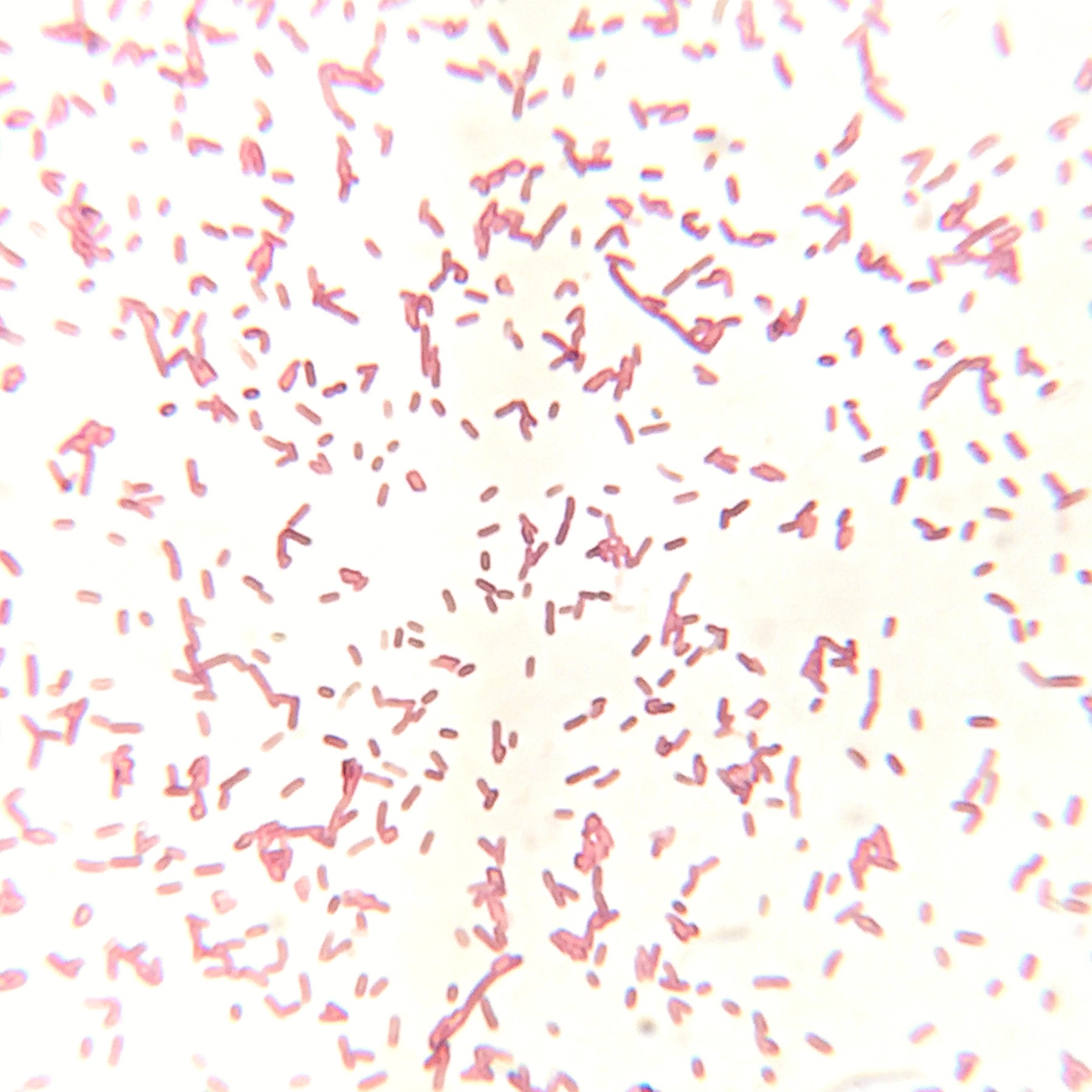
Tinción de Gram de la bacteria gramnegativa Aeromonas veronii biovar sobria, con forma de bastón, en un portaobjetos. La coloración rosada se debe a la tinción de la célula con safranina.

Un biovar es una cepa procariótica que difiere fisiológicamente o bioquímicamente de otras cepas de una especie en particular. Los morfovares (o morfotipos) son aquellas cepas que difieren morfológicamente. Los serovares (o serotipos) son aquellos cuyas cepas tienen propiedades antigénicas que difieren de otras cepas.